# 切尔克齐乡
切尔克齐乡（羅馬化：Shyrykshy aūyly；維吾爾語：شىرىكشىي يېزىسى‎，拉丁维文：Shirikshiy Yëzisi），是中华人民共和国新疆维吾尔自治区阿勒泰地区阿勒泰市下辖的一个乡镇级行政单位。

## 历史沿革
切尔克齐是哈萨克语“变质的芨芨草”之意，当地因盛产花芸豆而著称。1951年，为二区境。1952年，为五区境。1958年，析建切尔克齐乡，同年秋更名切尔克齐公社并成立公私合营牧场。1960年，与公安农场（地区辖单位）合并。1963年，农场迁址分立。1968年，更名东风公社。1976年撤社、更名阿勒泰县四牧场。1978年，更名切尔克齐牧场。1984年，置乡。该地位于阿勒泰市境东部，面积998平方千米。其中哈萨克族占绝对多数。

## 农业
当地以农牧业为主，主产小麦、油葵、花芸豆、哈密瓜、苜蓿、牛羊。

## 行政区划
切尔克齐乡下辖以下地区：
克孜勒希力克村、库早齐村、阿克恰普巴村、康格村和克孜勒喀英村。

## 文化古迹
在切木尔切克乡境内有切木尔切克墓葬群。1963年，新疆社会科学院考古研究所在阿勒泰市切木尔切克（克尔木齐）墓地发掘墓葬32座。该古墓群周围地势平坦，地表为荒漠戈壁。在墓葬群周围还有石人雕刻，这些石人都是就地取材凿雕而成，主要为半身像、全身像。在考古中发现出一类橄榄型陶罐，有水波样的弧线文，属卡拉苏克文化。